# Ursul Philip Boissevain

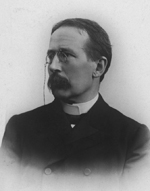
Dr. U.Ph. Boissevain

Ursul Philip Boissevain (Amsterdam, 4 november 1855 - Amsterdam, 7 mei 1930) was een Nederlandse historicus en hoogleraar.

## Leven en werk
Boissevain werd geboren in Amsterdam als vijfde en jongste zoon van Henri Jean Arnaud Boissevain en Petronella Drost. Hij werd vernoemd naar Ursuline Philippine Baronesse van Verschuer (1794-1866), de echtgenote van theoloog Hermann Friedrich Kohlbrugge.
Hij studeerde in Leiden en Berlijn. Na zijn studie reisde hij door Europa en woonde een aantal jaren in Italië. In 1882 werd hij leraar klassieke talen aan het Erasmus Gymnasium in Rotterdam, twee jaar later trouwde hij met Wilhelmina Carolina Momma (1859-1921).
In 1887 werd hij benoemd tot hoogleraar in de Oude Geschiedenis aan de Rijksuniversiteit Groningen. Vanaf 1889 onderwees hij ook 'Romeinse Antiquiteiten'. Hij publiceerde diverse historische verhandelingen. In 1898 werd hij lid van de Koninklijke Nederlandse Akademie van Wetenschappen, hij was 1911-1922 ook vicevoorzitter. Vanaf 1899 bewoonde Boissevain het pand De drie Vlasblommen aan de Hoge der A in Groningen.
In 1911 werd Boissevain hoogleraar aan Universiteit van Amsterdam. Hij bewoonde in Amsterdam het grachtenpand aan de Keizersgracht 143. In 1926 ging hij met pensioen. Hij werd benoemd tot Ridder in de Orde van de Nederlandse Leeuw. Boissevain overleed een aantal jaren later, na een kort ziekbed, en werd begraven op Zorgvlied.